# 费洛尼卡
费洛尼卡（義大利語：Felonica），曾是意大利曼托瓦省的一个市镇。总面积22平方公里，人口1480人，人口密度67.3人/平方公里（2009年）。国家统计（ISTAT）代码为020023。
2017年费洛尼卡和塞尔米代两市镇合并为新的塞尔米代和费洛尼卡市镇，费洛尼卡成为新市镇的一个分区。